# Pablo Cavallero
Oscar Pablo Cavallero Rodríguez, född 13 april 1974, är en före detta argentinsk fotbollsmålvakt.
Cavallero har spelat 26 A-landskamper för Argentina och han har funnits med i spelartrupperna till VM 1998, VM 2002, Copa América 2004 samt Olympiska sommarspelen 1996 i Atlanta.
Hans nuvarande klubb är Peñarol i Uruguays högsta serie Primera División Uruguaya. Cavallero har tidigare spelat merparten av sin karriär i spanska La Liga för bland annat RCD Espanyol, Celta Vigo samt Levante UD.